# 斯圖爾茨維爾 (新澤西州)
斯圖爾茨維爾（英語：Stewartsville）是位於美國新澤西州沃倫縣的普查規定居民點。

## 人口
根據2020年美國人口普查的數據，斯圖爾茨維爾的面積為2.80平方千米，皆為陸地。當地共有人口636人，而人口密度為每平方千米227.14人。